# علي أباد (شهدا بهشهر)
علي أباد (بالفارسية: علی‌آباد) هي قرية تقع في إيران في Shohada Rural District. يقدر عدد سكانها بـ 22 نسمة .